# Direito militar

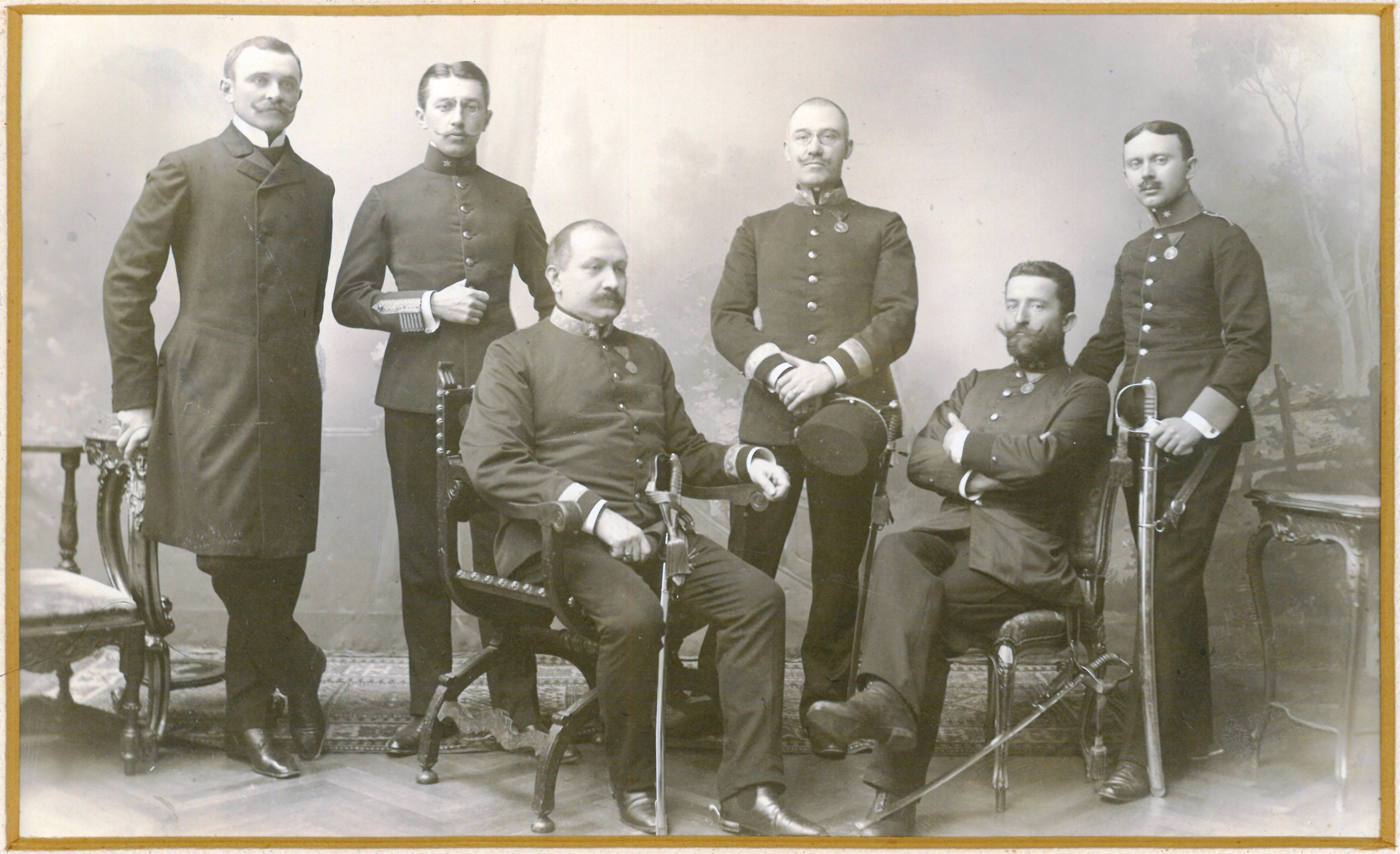
General Franciszek Niżałowski juiz militar e outros

Direito militar é o ramo do Direito relacionado à legislação das Forças Armadas e Polícias Militares. Tem a sua origem no Direito Romano, onde era utilizado para manter a disciplina das tropas da Legião Romana. Por vezes conhecido como Direito Castrense, palavra de origem latina, que designa o direito aplicado nos acampamentos do Exército Romano.